# 9028 Конрадбенеш
9028 Конрадбенеш (9028 Konrádbeneš) — астероїд головного поясу, відкритий 26 січня 1989 року.
Тіссеранів параметр щодо Юпітера — 3,475.